# Moskovskij rajon
Il Moskovskij rajon (in russo Московский район?) è uno dei rajon in cui è suddivisa la città federale di San Pietroburgo, in Russia.